# 葺石

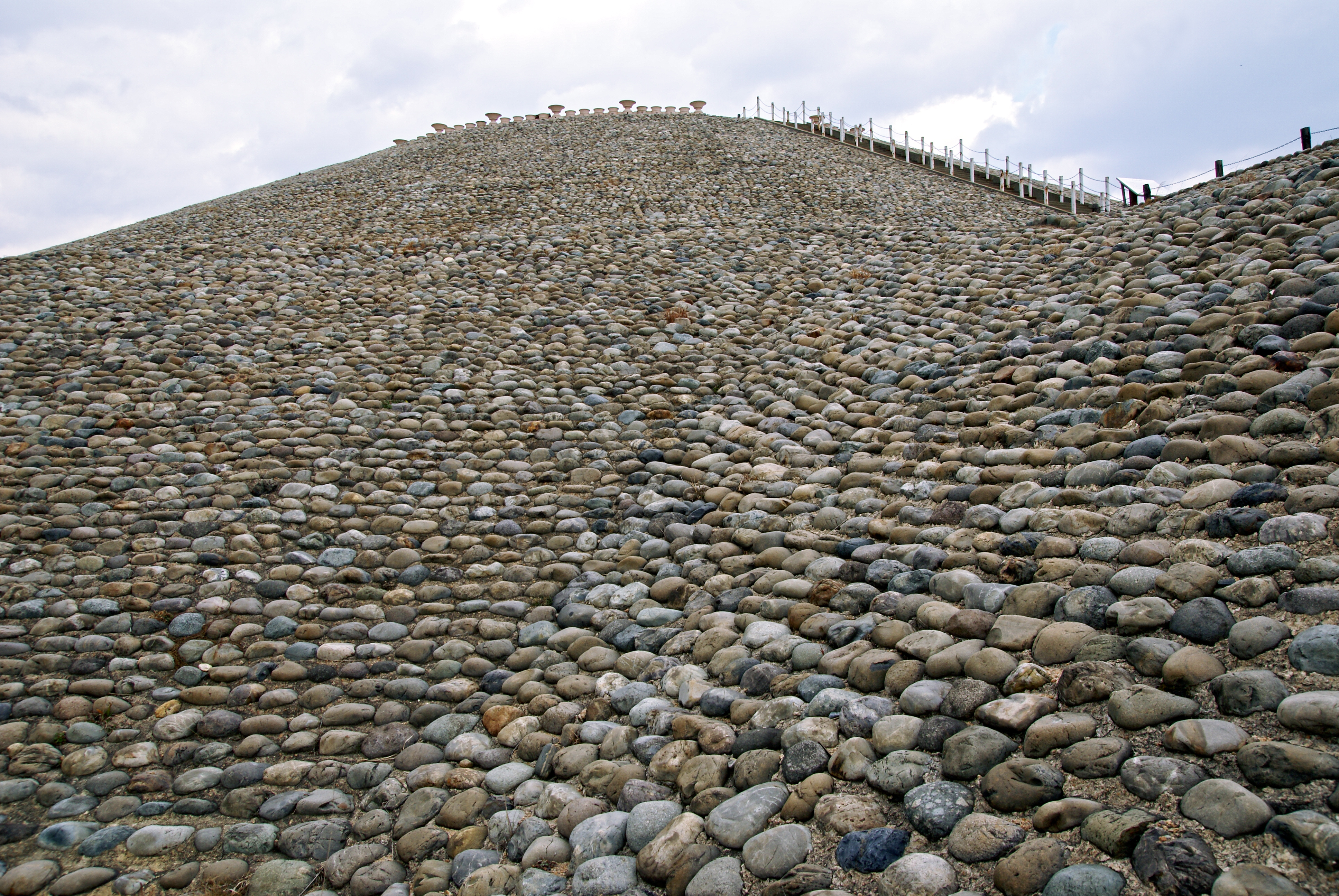
復元された葺石で覆われた五色塚古墳（神戸市）の後円部

葺石（ふきいし）とは、主として古墳時代の墳墓の遺骸埋葬施設や墳丘を覆う外部施設の1つで、古墳の墳丘斜面などに河原石や礫石を積んだり、貼りつけるように葺（ふ）いたもの。「葺き石」の表記もみられる。その祖形は弥生時代の墳丘墓（弥生墳丘墓）に認められる。前期古墳と中期古墳に多いが、後期は葺石をともなわない古墳が大多数をしめる。

## 概要
葺石は、二段ないし三段に築成された古墳の墳丘斜面のほか、円墳の墳裾を全周するもの、また、前方後円墳の後円部・くびれ部に施されるものがあり、その箇所は一定しないが、墳丘に段築工法が採用された場合には、その各段の斜面にほどこされる場合が多い。その場合、それぞれの段の平坦な面は概ね土がむき出しの状態であるのに対し、斜面にはすき間なく石が充填される。規模の面では、前方後円墳のうち墳丘長100メートル以下のものにあまり多くみられないのに対し、規模の大きなものは葺石をともなうケースが多い。また、関東地方以北にあっては、規模とは関係なく古墳に葺石をともなわない場合も多い。

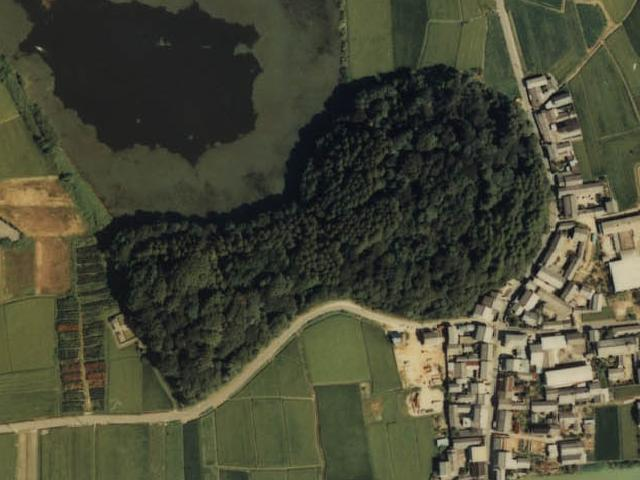
「昼は人作り、夜は神作る」の伝承で知られる箸墓古墳

日本の墳墓においては、中国の墳墓に顕著にみられる版築の工法がほとんどみられない一方で、斜面を礫石などで葺いてがっしりと安定させる手法が採用されており、この工法は日本列島独自のものである。
葺石の発生について森浩一は、1985年（昭和60年）の著作で
1. 外見上は高句麗の積石塚のような墳墓を築くという意識や伝統の現れとみる見解
2. 阿波（いまの徳島県）の吉野川流域や瀬戸内海沿岸など日本の古い積石塚の分布する地域で工夫されたとする見解

の両説があることを紹介しており、後者については、古くから瀬戸内および四国地方には石工集団がおり、石に関する知識が特に豊富であったことを指摘している。
なお、『日本書紀』と『古事記』には、箸墓古墳（奈良県桜井市）の造営の際、大坂山の石をリレー方式で運んだという説話が記されているが、このとき運ばれたのは葺石のための石材であったと考えられる。

## 葺石の出現と祖形

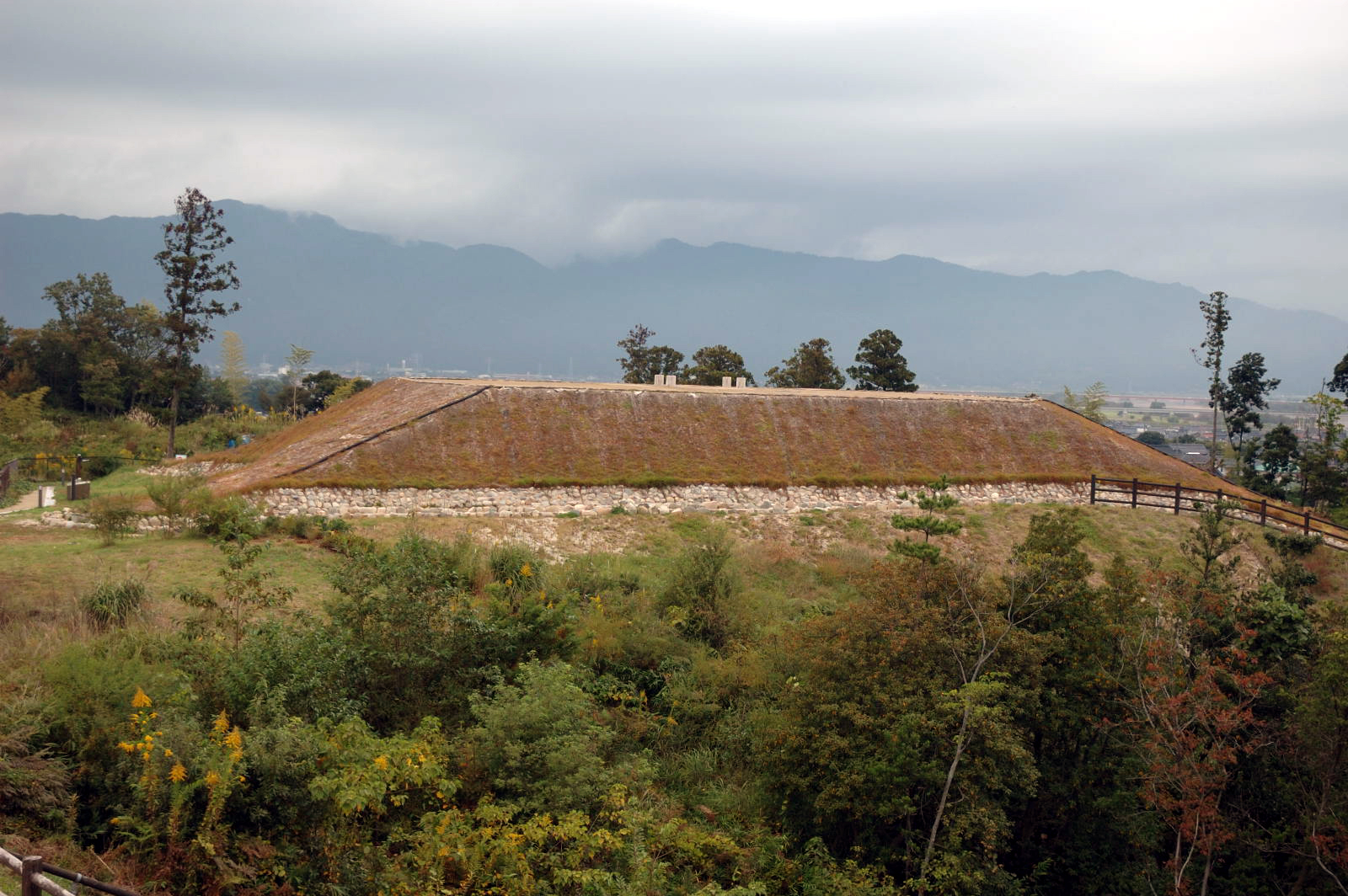
葺石の原型になったと考えられる西谷3号墓（出雲市）の貼石

葺石墓は、弥生時代中期以降の西日本に点々とみられ、古墳時代へとつながっていく。とくに一般的に「定型化された大型前方後円墳」の最古の例と考えられている箸墓古墳および若干それに先立つとみられるホケノ山古墳（奈良県桜井市）では葺石をともなうことが確認されており、葺石は、出現期古墳の特徴を示す一要素となっている。なお、定型化以前の、いわゆる「纒向型」と称される墳墓では、纒向石塚古墳、纒向勝山古墳、東田大塚古墳いずれの場合でも埴輪・葺石はともなっていない。
葺石の祖形のひとつとして掲げられることの多いのは、弥生時代の山陰地方にみられる四隅突出型弥生墳丘墓にみられる貼石（はりいし）である。島根県出雲市の西谷墳墓群3号墓では、墳丘の裾部分を全周するかたちで貼石がなされている。また、岡山県総社市の楯築遺跡では墳丘に石列をめぐらせており、このような例は山陰・山陽で広くみられる。さらに、山陽地方においては、石垣状に積んで墳丘を画する例もみられる。

## 「葺石」の用語のはじまり

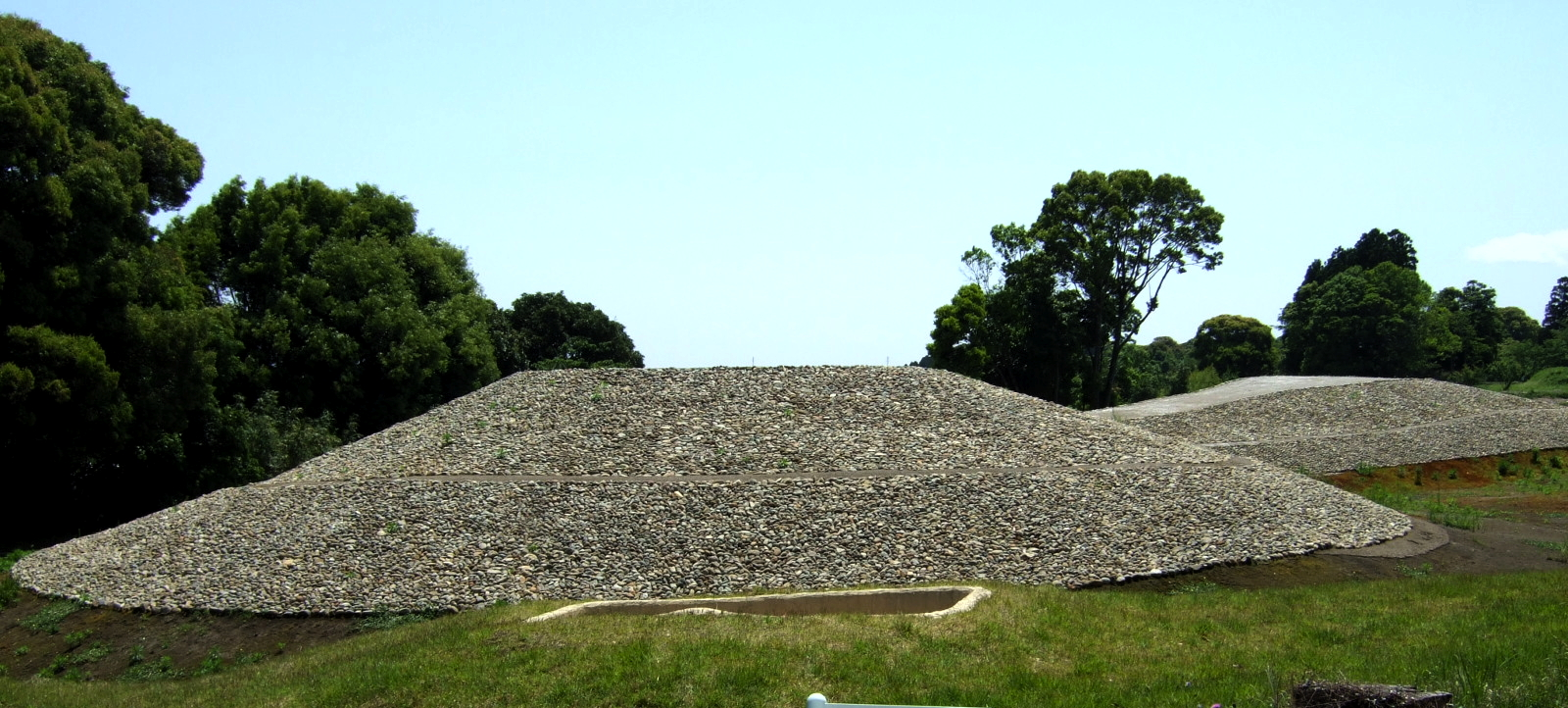
葺石で復元された宮崎市の生目古墳群5号墳。3世紀後半-4世紀前半の前方後円墳。手前には地下式横穴墓（復元）がある。生目古墳群は1943年に史跡指定をうけている。

1915年（大正4年）、宮崎県児湯郡（現西都市）の西都原古墳群のうち、第21号塚の発掘調査をおこなった今西龍は、その調査報告書のなかで「表面の葺石」の項目を設け、前方部の平面図と断面図に葺石分布の状態を記述している。
「葺石」の語が考古学用語として定着したのは、1922年（大正11年）の高橋健自による『古墳と上代文化』によるところが大きい。そのなかで高橋は、畿内の古墳における実例を紹介しながら、葺石を「実用と装飾とを兼ねたもの」と説明している。「実用」に関して高橋は「封土をそのままにして置けば風雨の為に流出し、寒気の為に剥離する憂があるから、礫石を以て之を保護」しようとしたもの、また、「装飾」に関しては「墳丘に美観を添える為」であり「墳丘を営むことは既に地上に目標を設けたのである。果たした然らば衆目を惹くべく顕著ならしめ、来詣者をして敬虔の念を起さしむべく荘厳ならしめる」目的で造られたものと指摘している。

## 葺石の調査

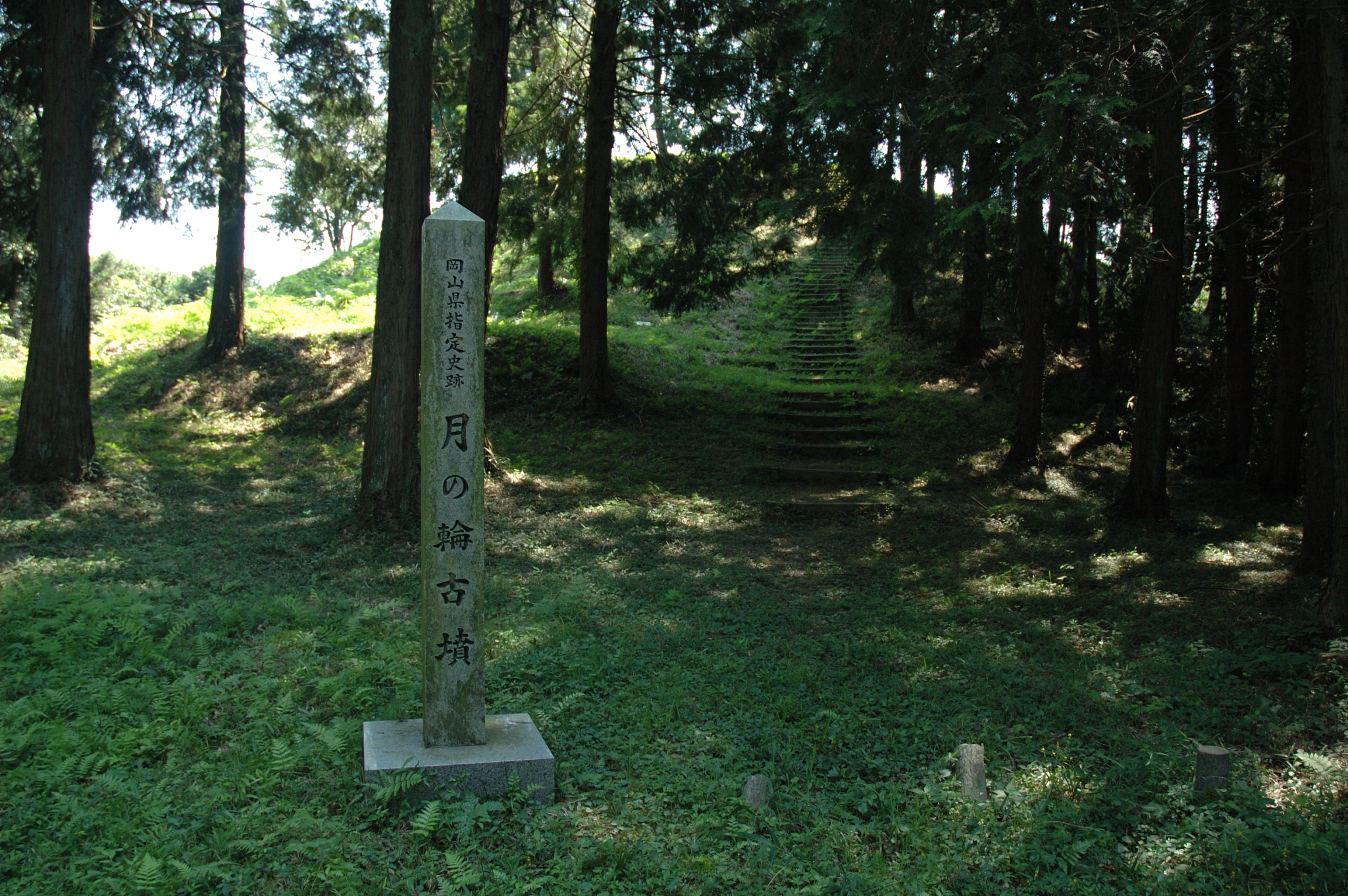
岡山県月の輪古墳。専門家・市民・学生らが一体となって発掘調査をおこなう「月の輪方式」で有名になった。

戦前の発掘調査においては、葺石そのものを精査する作業は皆無に等しかった。葺石研究に科学的な検証作業が採り入れられ、また入念に図化作業がなされるようになったのは戦後の学術調査においてであった。
1953年（昭和28年）、近藤義郎を中心に岡山県美咲町（当時飯岡村）の月の輪古墳の発掘調査がなされ、高さ10メートル、直径60メートルの規模を有する古墳全体の4分の3の外表面が調査された。1960年（昭和30年）刊行の報告書では、葺石分布の範囲、形・大きさ、岩石学的検討、葺き方の技術的検討などが報告され、構成する石は1個単位で丹念に図示されており、月の輪古墳で使用された石の数は総数約8万個と推定している。
戦後急増した、遺跡の破壊をともなう大規模開発にかかわる緊急発掘調査では、記録を保存するためにかえって徹底的な調査がおこなわれることとなった。このような調査の初期の成果としては、原口正三と西谷正による大阪府高槻市の弁天山C1号墳の調査がある。1967年（昭和42年）刊行の弁天山古墳群の発掘調査報告書では、葺石の積み方、単位面積あたりの使用個数と重量測定、葺石の石材採取地と搬入ルートの探索などの検討がなされており、これについて青木敬は、そののち本報告書以上に葺石について検証作業を積み重ねて調査成果をあげた報告書はほとんど現れなかったと述べている。

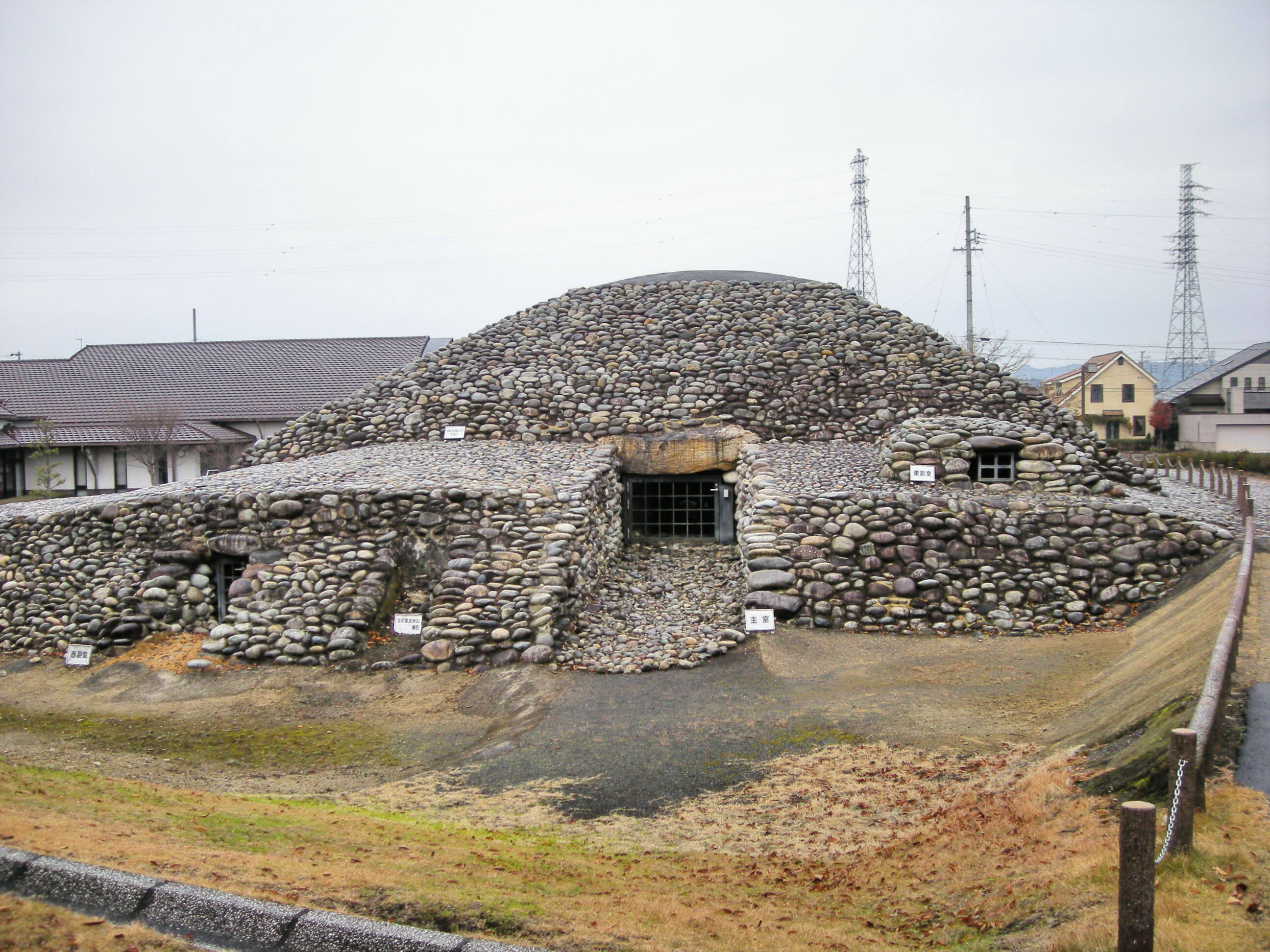
復元された次郎兵衛塚一号墳（岐阜県可児市）の葺石は河原石で葺かれていた。

葺石の調査については、こんにち本格的な土木技術に関する知識が要求されるようになってきている。また、科学的な定性化・定量化の可能な調査記録の方法として、石塚久則は、
1. 古環境調査
2. 土質調査
3. 構造工学調査
4. 材料調査
5. 葺石の構造調査
6. 石積の施工

を掲げている。

## 素材と工法
葺石の素材としては河原石や礫石が多い。礫石の場合は、多様な石材が使用された。たとえば、大阪府柏原市の松岳山古墳では安山岩の板石が用いられており、板石が垂直および斜めに重ね積みされている。他に、チャート、砂岩、粘板岩、玄武岩などが葺石の材料として用いられる。
盛土は客土されることも多く、佐賀県佐賀市の久保泉丸山遺跡においては、花粉分析による古環境の調査によって、墳丘地山面の植生と盛土の植生のあいだに明白な差異があったことが判明している。このことは、墳丘を構築する際の採土地点が遠隔地であることを示唆する事例である。

### 青木による葺石構築法の4類型

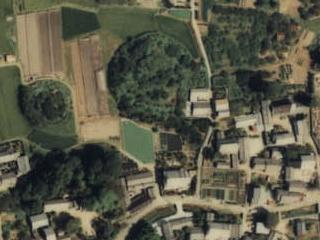
1類に分類される桜井市のホケノ山古墳

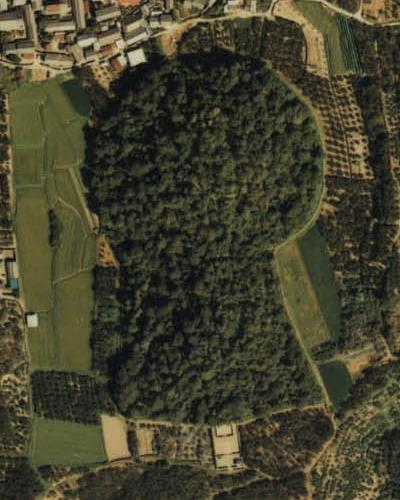
2類に分類される天理市の西殿塚古墳

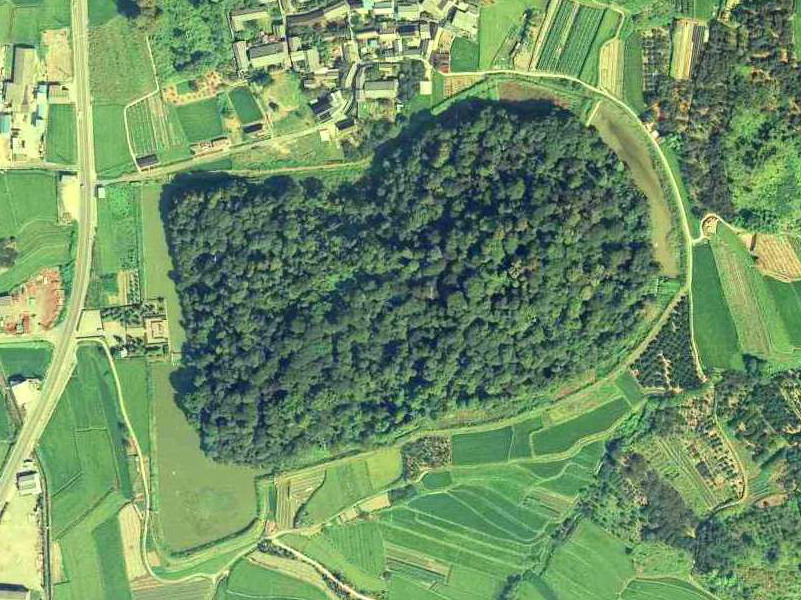
3類に分類される天理市の渋谷向山古墳

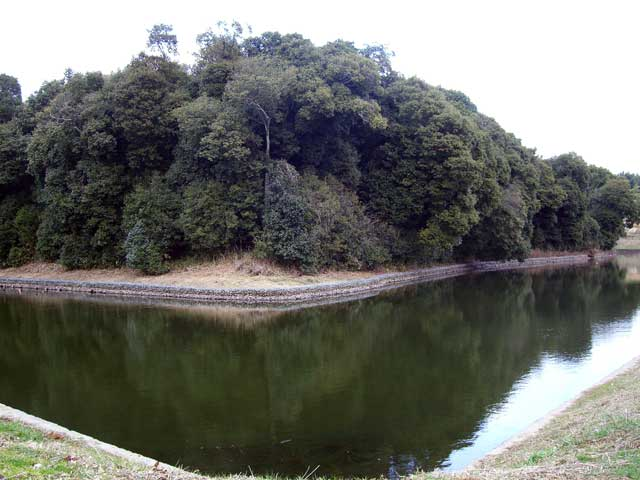
4類に分類される明日香村の梅山古墳

葺石構築法については、2003年（平成15年）に青木敬が葺石構造の判明した古墳を集成して事例研究をおこなっており、そのなかで「基底石」の様相に着目した4類型の分類案が示されている。「基底石」とは、青木によれば、葺石における根石的役割を果たす石のことであり、他の石材と比較して明らかに大振りのものを特にさしている。以下、青木の4類型について、その概略を記すが、古墳時期については和田晴吾による編年案および『全国古墳編年集成』に準拠した。

#### 1類
畿内で認められる類型には、基底石をもたず石垣状に積み、裏込めが厚いタイプがある。このタイプに属する典型例に中山大塚古墳（奈良県天理市）やホケノ山古墳（奈良県桜井市）、元稲荷古墳（京都府向日市）の後方部などがあり、これらはヤマトにおける最古の古墳葺石構築法と考えられる。厚みのある裏込めなど、弥生墳丘墓から継承した諸要素の認められる類型であり、中山大塚・ホケノ山・元稲荷の3古墳の時期は、和田編年1期（古墳時代前期初頭）に属している。また、秋葉山古墳（静岡県静岡市）や森将軍塚古墳（長野県千曲市）などは時期的には和田編年3期（古墳時代前期後葉）に属している。いずれも、墳丘斜面の傾斜はきわめて急峻な傾向があり、傾斜角30度以上のものが大多数を占める。

#### 2類
基底石が2段にわたって積み上げられることを主特徴とする類型である。基底石は横積みを原則としており、その上の石積みには奈良県天理市の赤土山古墳や西殿塚古墳など小口積みするタイプと岡山県津山市の美和山1号墳などにみられる横積みのタイプがある。和田編年の1期から3期（古墳時代前期初頭から後葉にかけて）の時期にみられ、また、周溝の渡り土手部分の形状からは、一般に定型化古墳最古の事例と目される奈良県桜井市の箸墓古墳も本類型に属する可能性が高いと考えられる。すなわち、1類と2類はともに弥生墓の諸要素を引き継いだ工法と把握することができ、年代的にも並行関係がみられる。墳丘の傾斜も1類同様きわめて急峻な傾向を示し、傾斜角30度以上のものが大部分である。

#### 3類
2類の下段基底石がなくなって1段になったもので、この類型に属する事例は他と比較しても突出して多数をしめる。また、時期的にも和田編年2期（古墳時代前期前葉）から6期（古墳時代中期中葉）まで長期間にわたっている。さらに、画一的な葺石構築法として日本列島各地で採用されていることから、このタイプの広がりの背景には「築造技術の定式化」が重要な契機となっていたものと理解することができる。
3類の事例は多数にのぼることから、さらに細分が可能であり、青木は以下のように3分類している。
3-1類
基底石以上の石を小口積みするタイプで、それ以前の類型とも共通する「積む葺石」の系譜に属している。代表例として大阪府高槻市の弁天山C1号墳がある。3-2類に先行するタイプである。
3-2類
基底石以上の石を積まないタイプで、「貼る葺石」とも称すべき、土に石を埋め込むような工法が採用される類型である。4類の萌芽形態として把握することができ、3-1類とのあいだに小画期を設定することが可能である。墳丘傾斜の緩やかな傾向が看取できる。
3-3類
3-1類に属してはいるが、一部に割石を併用するタイプであり、大阪府柏原市の玉手山1号墳や同7号墳の事例がある。築造技術に関しては、在地の工法との融合がみられる。

#### 4類
基底石の消失したタイプであり、基底石をともなわないことでは1類に共通するが、傾斜角20度 - 25度程度と傾斜は緩く、時期的にも3類に並行し、早いもので3期（京都府加悦町の作山1号墳、古墳時代前期）、時代がくだるものには8期（群馬県高崎市の保渡田八幡塚古墳、古墳時代後期前葉）ないし10期（奈良県明日香村の平田梅山古墳、古墳時代後期後葉）がある。工法としては、「貼る葺石」の系譜に属し、6期に属する佐紀瓢箪山古墳（奈良県奈良市）でみられるように、小型石材主体のものが一般的であるが、平田梅山古墳のように葺石間に隙間があり、そこを小礫で充填する手法の採られているものもある。

### 区画石列をともなう葺石
葺石を構築する際に縦横方向に区画石列をめぐらせる事例が、やはり青木敬によって指摘されている。青木が掲げたのは、弁天山C1号墳（高槻市）、郡家車塚古墳（高槻市）、岡古墳（大阪府藤井寺市）、浄元寺山古墳（藤井寺市）、作山1号墳（京都府加悦町）、鴫谷古墳群東1号墳（京都府加悦町）の6例であり、区画石列を設ける方法は、中小規模の古墳に特有の構築法として、今後の調査研究が期待される。

## 目的と機能

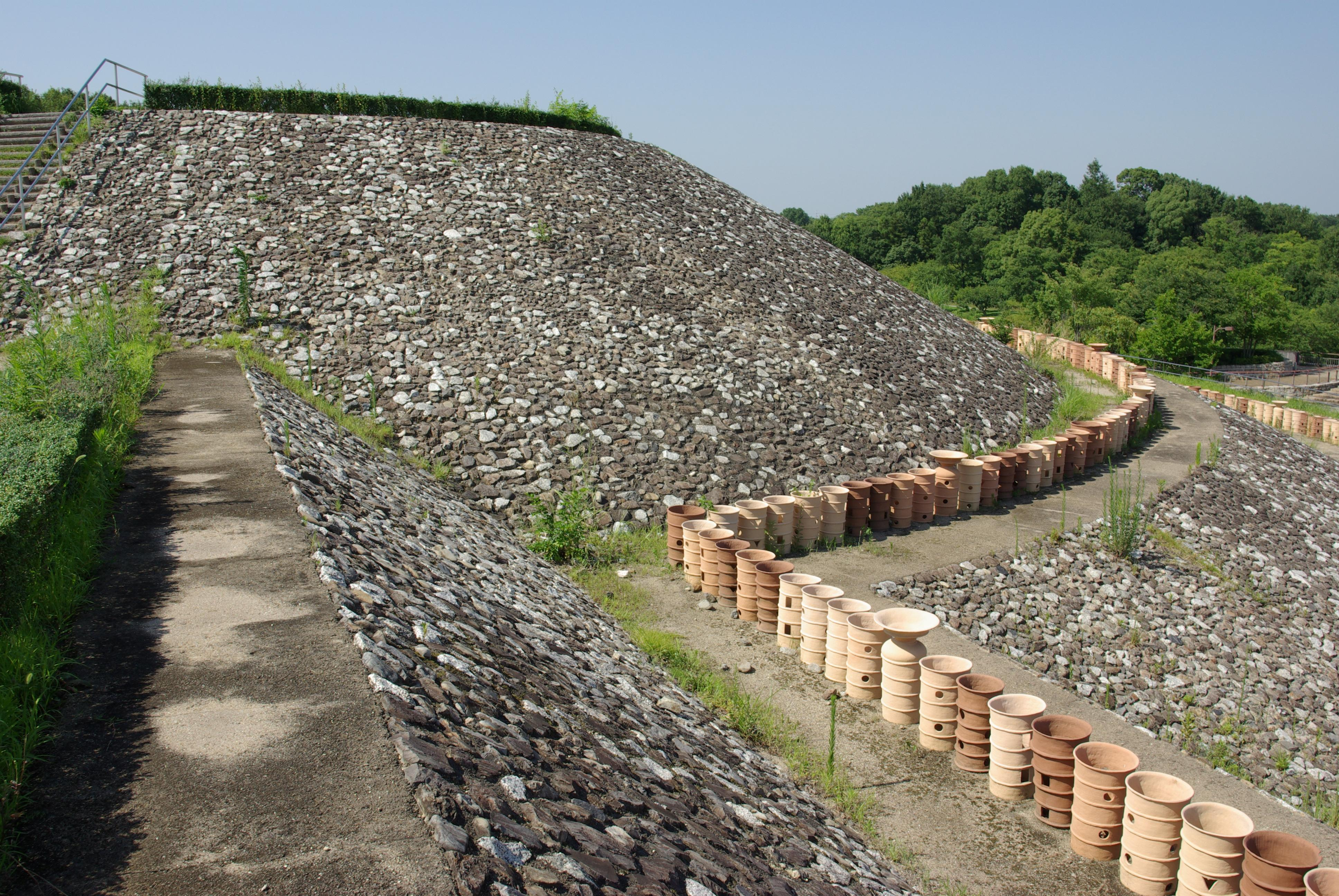
5世紀前半造営のナガレ山古墳（奈良県河合町、馬見古墳群に属する）のくびれ部。円筒埴輪を列状にならべ、墳丘半分を葺石で覆って復元している。

葺石の目的としては、大正時代に高橋健自がすでに指摘したごとく、墳丘の偉容を示すとともに墳丘そのものの保護を目的とするとみられている。とくに墳丘斜面に使用され、平坦面では通常使用されないことから、盛土流出を防ぐ目的があったものと考えられ、防水・排水の効果も高かったと推察される。
また、他の隣接する地域とは明確に区別するという意味合い、すなわち、「ここからは聖域であり、霊域である」という境界を示して周囲とのあいだを画する意味合いもあったと考えられる。
広瀬和雄は、アジア諸国と比較して日本の墳墓の特質、とくに前方後円墳の特質として「目で見る王権」、「見せる王権」、もしくは「王権とつながっているという関係性を見せる」ことと葺石との関連を指摘している。
すなわち、古墳時代の日本の大型墳墓は、墳丘の斜面などにびっしりと葺石が施され、遠目には石塚のように見え、平坦なテラス部分には円筒埴輪をならべ、さらに墳丘周囲には周濠をめぐらせて、その外側には数基より成る陪塚をともなうなど、色彩豊かで華麗な装いをみせていた。規模や形状のみならず、当時は側面からしか古墳を見られない人びとに対して、葺石によって白く輝く構築物としての陵墓の色彩的イメージは、他の構築物とのあいだに大きな格差を感じさせるに充分であったと考えられる。このような意味からも、古墳は単なる墓ではなくて政治の所産であった。
なお、森浩一は、神戸市の五色塚古墳（垂水区）、さらには同市に所在する西求女塚古墳（灘区）、処女塚古墳（東灘区）、東求女塚古墳（東灘区）の事例を掲げ、頑丈な葺石で覆われ白亜に輝く人工の石山（石塚）は、海上から望むと絶好の航海の目標（めじるし）になることを指摘している。

## 葺石の終焉

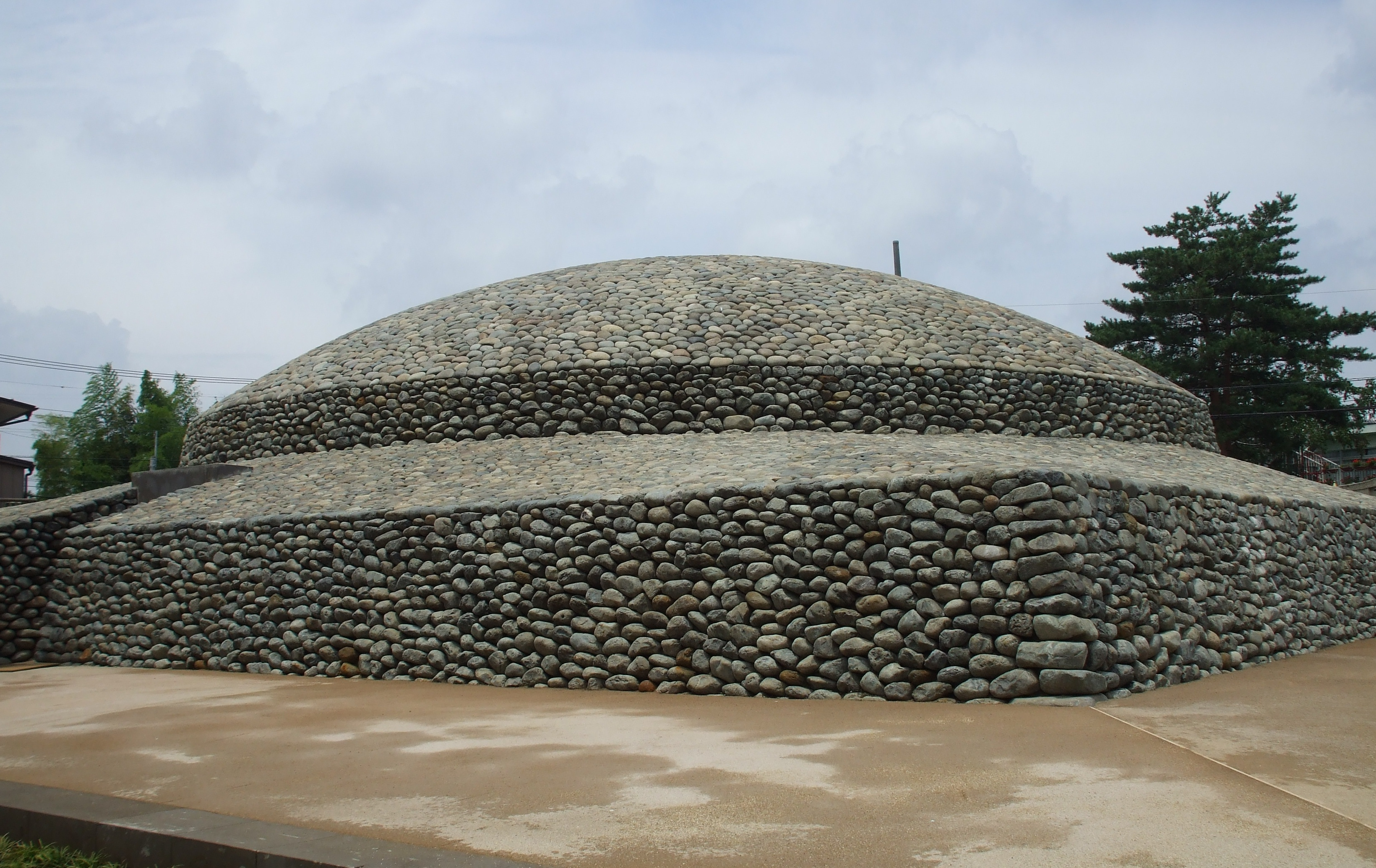
復元された武蔵府中熊野神社古墳（東京都府中市）の墳丘

古墳時代中期の5世紀には墳丘規模の拡大がピークに達し、実際の政治構造も古墳群の構成に明らかな影響をおよぼしており、墳墓の形態や規模によって被葬者の社会的地位や身分が示されたとみられるが、5世紀終末に近づくと、巨大な前方後円墳の築造や階層的な巨大古墳群の形成は下火になっていく。
6世紀にはいると、関東地方以西ではほとんどの前方後円墳の規模が縮小し、陪塚がみられなくなり、葺石の使用も少なくなる。また、段築も三段を基本としたものが二段へと減少する傾向が強まる。さらに、関東以外では埴輪も使用されなくなる。これらは、社会における前方後円墳の位置づけに変化が生じてきたことの現れと考えられる。6世紀末葉から7世紀初頭にかけては、大王墓は方墳から八角墳へと変化する。このようななかにあって、東京都府中市の武蔵府中熊野神社古墳のように、7世紀代において葺石で覆われた上円下方墳が関東の地においてみられることは注目に値する。ただし、この時代にはいると、もはや古墳は首長祭祀を巡る中心的な祭祀建造物の座を仏教寺院などに譲ることとなり、技術的には版築の採用が目立つようになる。

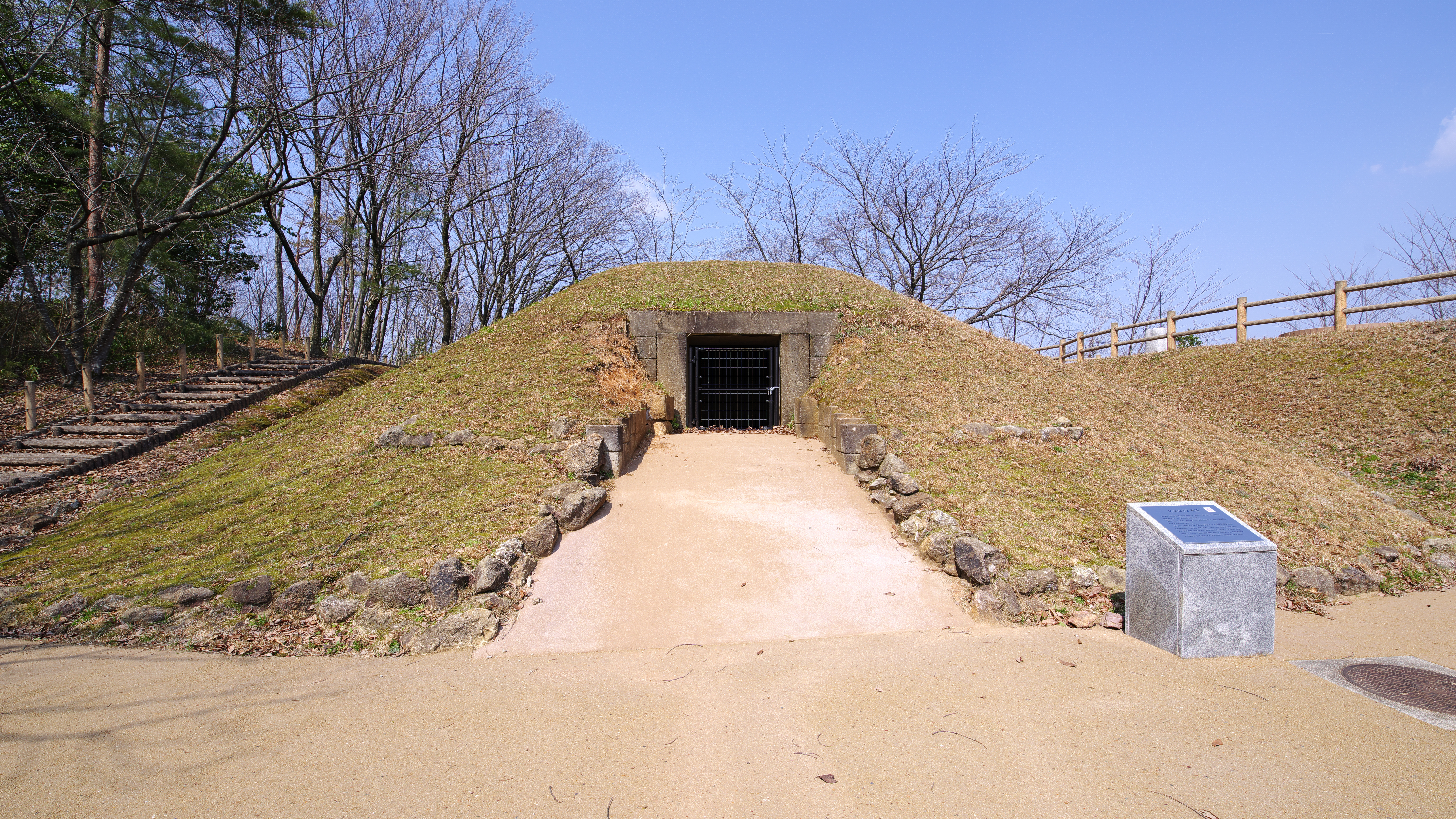
上下2段に外護列石を配した河田山12号墳（石川県小松市）

終末期古墳においては、墳丘ラインに沿って石を並べる外護列石が認められるようになり、「葺石」と称しうる事例はほとんど見られなくなる。外護列石は墳丘外表面に積み重ねるものではなく、技術的にも葺石構築法の流れを汲むものではない。青木は、これを古代寺院の基壇の装飾法に倣ったものであると指摘している。

## 古墳の復元と葺石

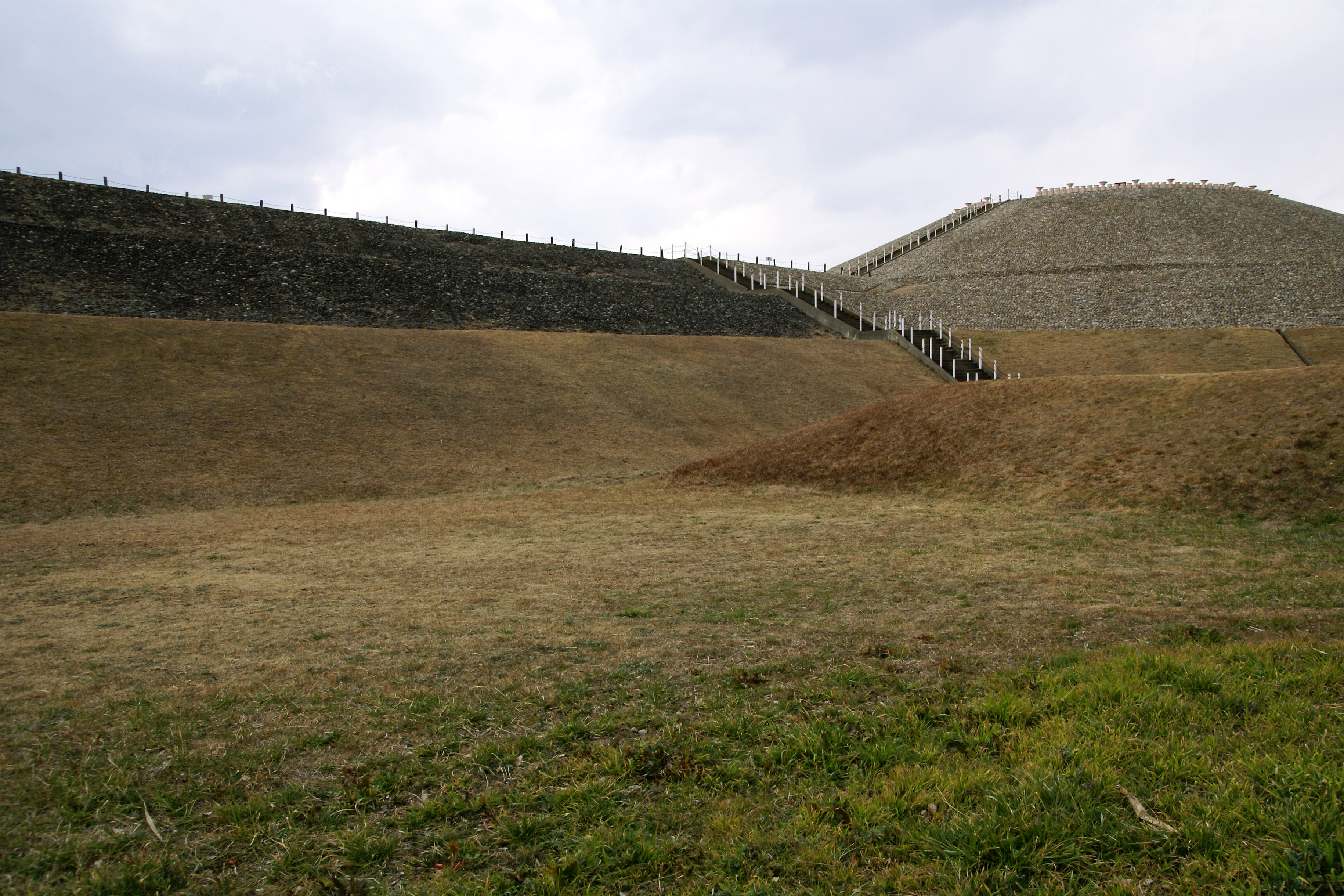
五色塚古墳（神戸市）。本来の葺石を利用した前方部（左手前）と新たに入れた石で葺石を復元した後円部（右奥）

1965年（昭和40年）から1975年（昭和50年）にかけて、神戸市の五色塚古墳の復元・整備事業がすすめられた。古墳を、築造当時のすがたにもどすことを意図したこの事業は、考古学的な調査成果を復元に生かす方針が採用され、三段築成よりなる墳丘には葺石をふきあげ、円筒埴輪をたて並べて周濠には芝生を植えて史跡公園として整備することが目指された。この方針は、整備の進捗状況と複雑にからんで、調査方法もトレンチ調査から全面調査へと変更された。また、当初事業計画は6年計画、総工費7600万円と見込まれていたものが、葺石の流出という失敗を招いた結果、墳丘に盛土して葺石を新設して部分的にコンクリートでかためるなどの紆余曲折を経て、最終的には10年間の歳月を要し、総工費2億5200万円におよんだ。五色塚古墳の葺石の復元で使用した石は約223万個、重量にして約2,784トンにおよぶが、前方部のものは発掘調査によって出土した既存の葺石を使用し、後円部のものは新たに持ち込まれたものである。
五色塚古墳の復元・整備の事例は、史跡整備の代表例の筆頭にあげられることが多く、問題点・反省点も含めてその経験は現代の文化財行政に大きな影響をあたえている。

## ギャラリー（葺石が復元された古墳の画像）

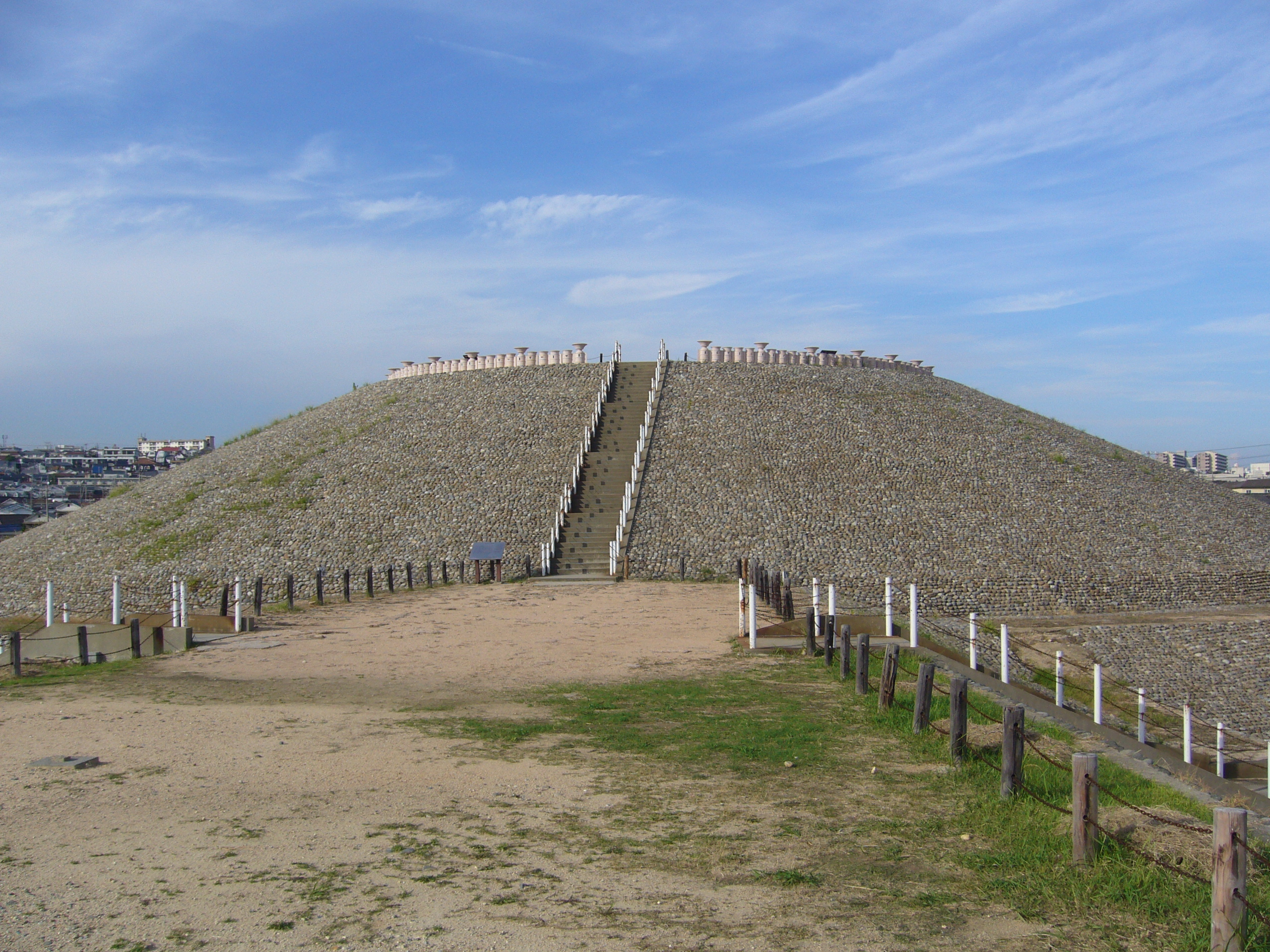
五色塚古墳（兵庫県神戸市）後円部
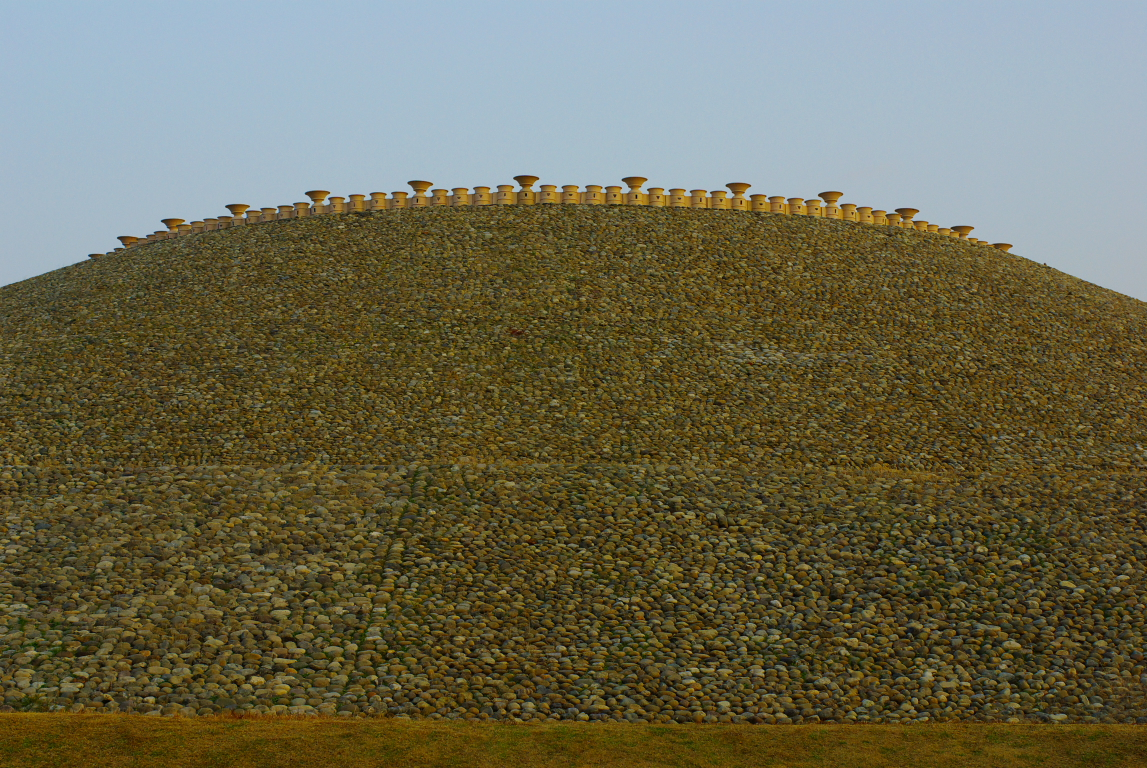
夕陽をあびた五色塚古墳（神戸市）の後円部
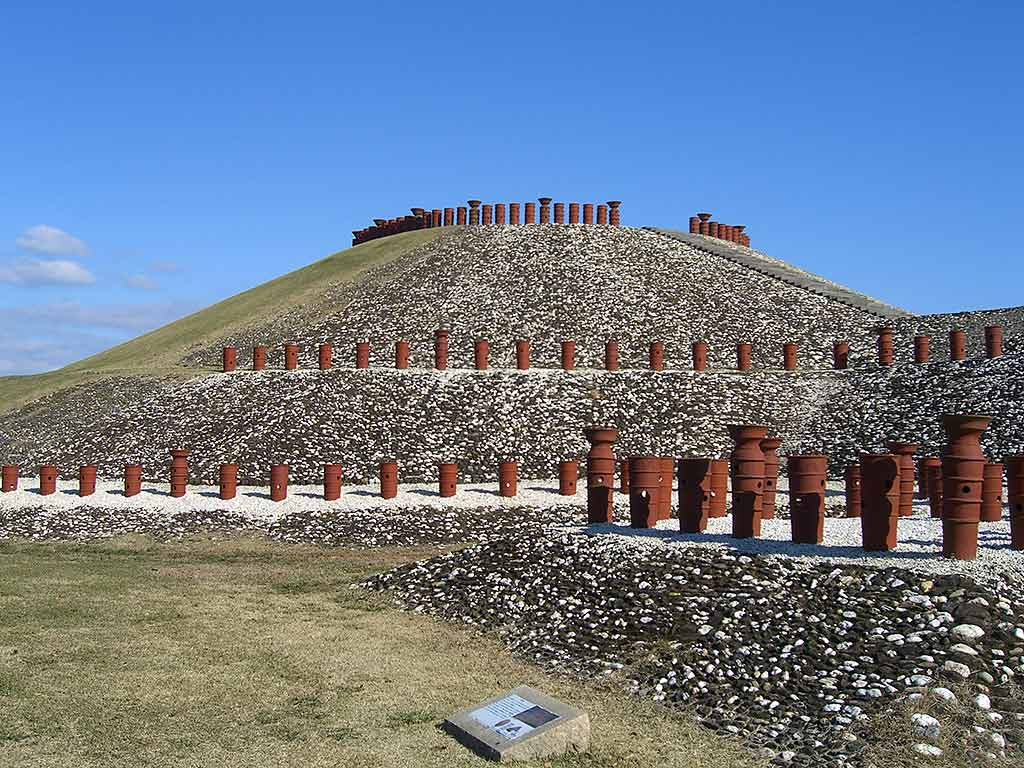
復元された亀塚古墳（大分県大分市）。5世紀初頭造営とみられる前方後円墳
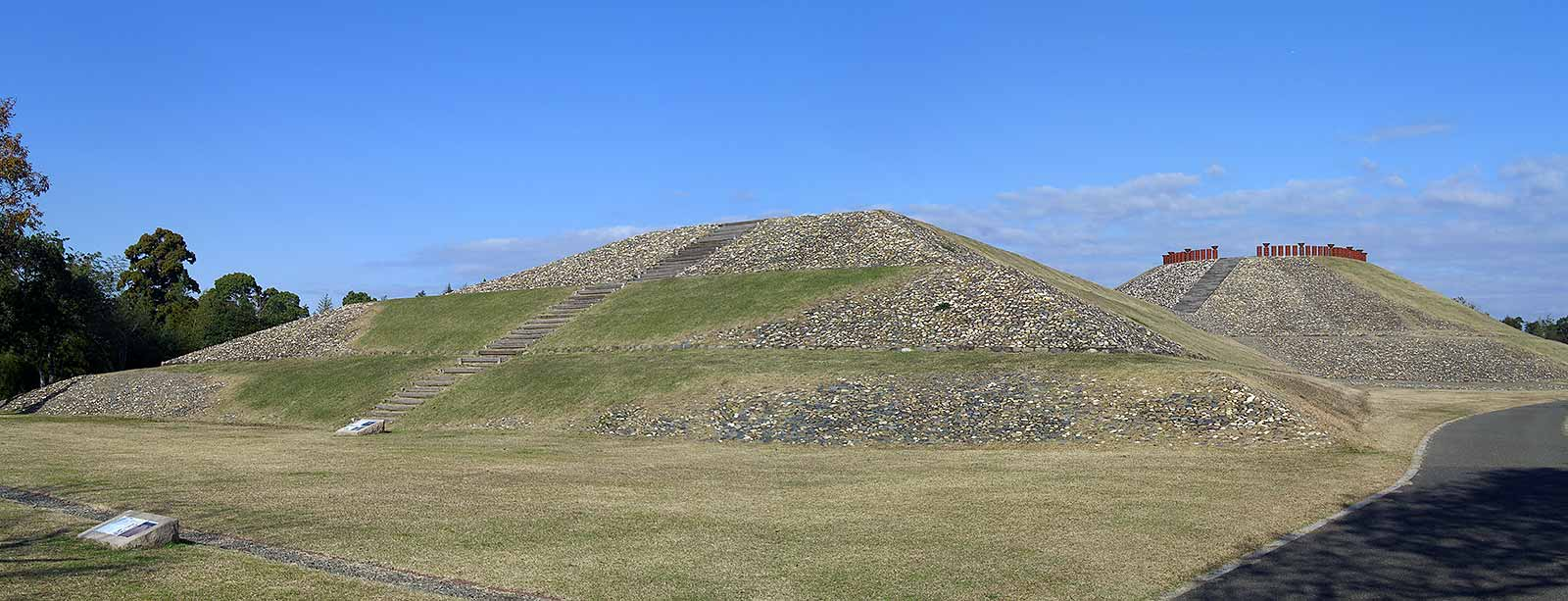
亀塚古墳（大分市）。前方部南方向より
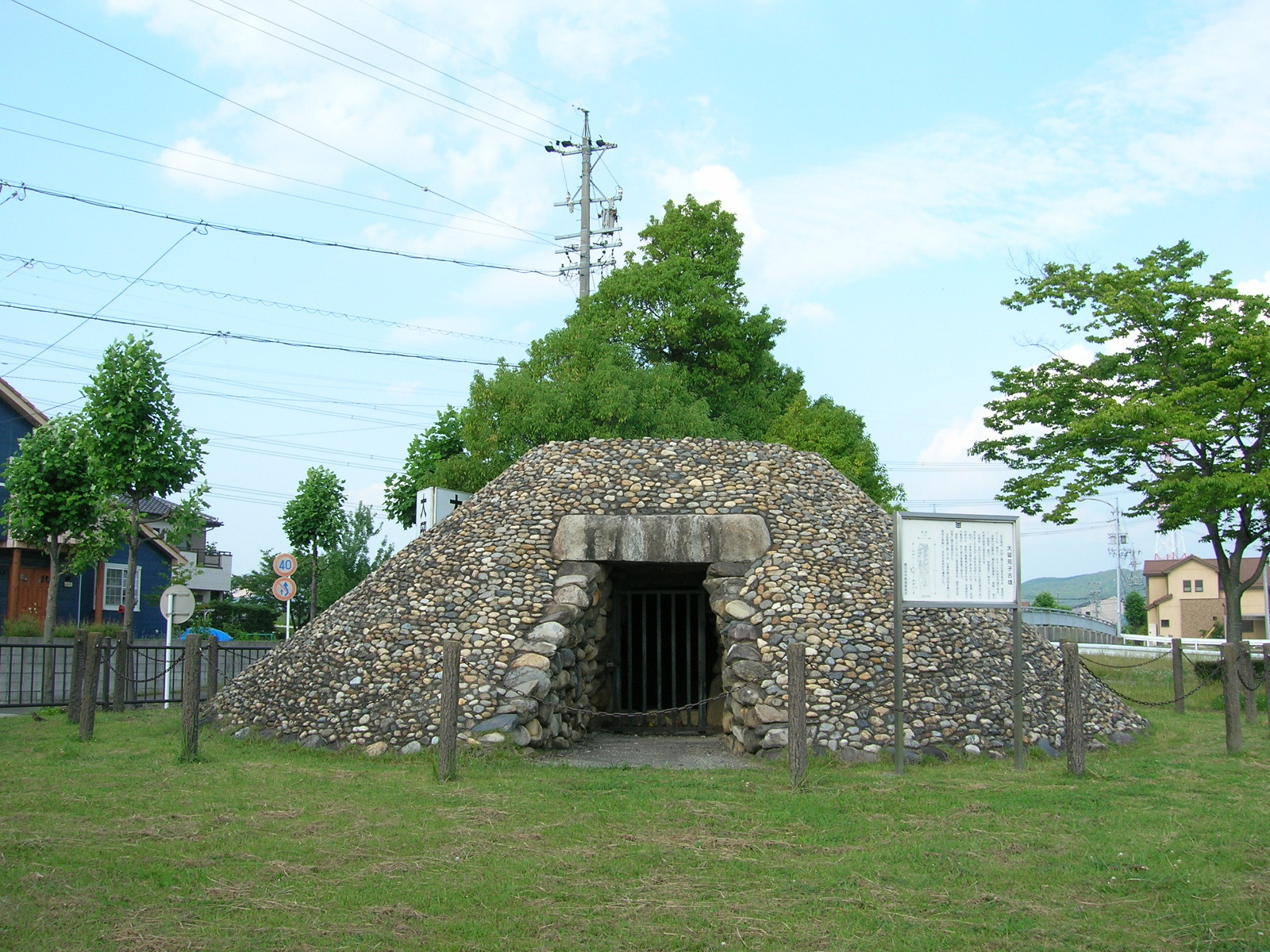
復元された大留荒子古墳（愛知県春日井市）の石室正面
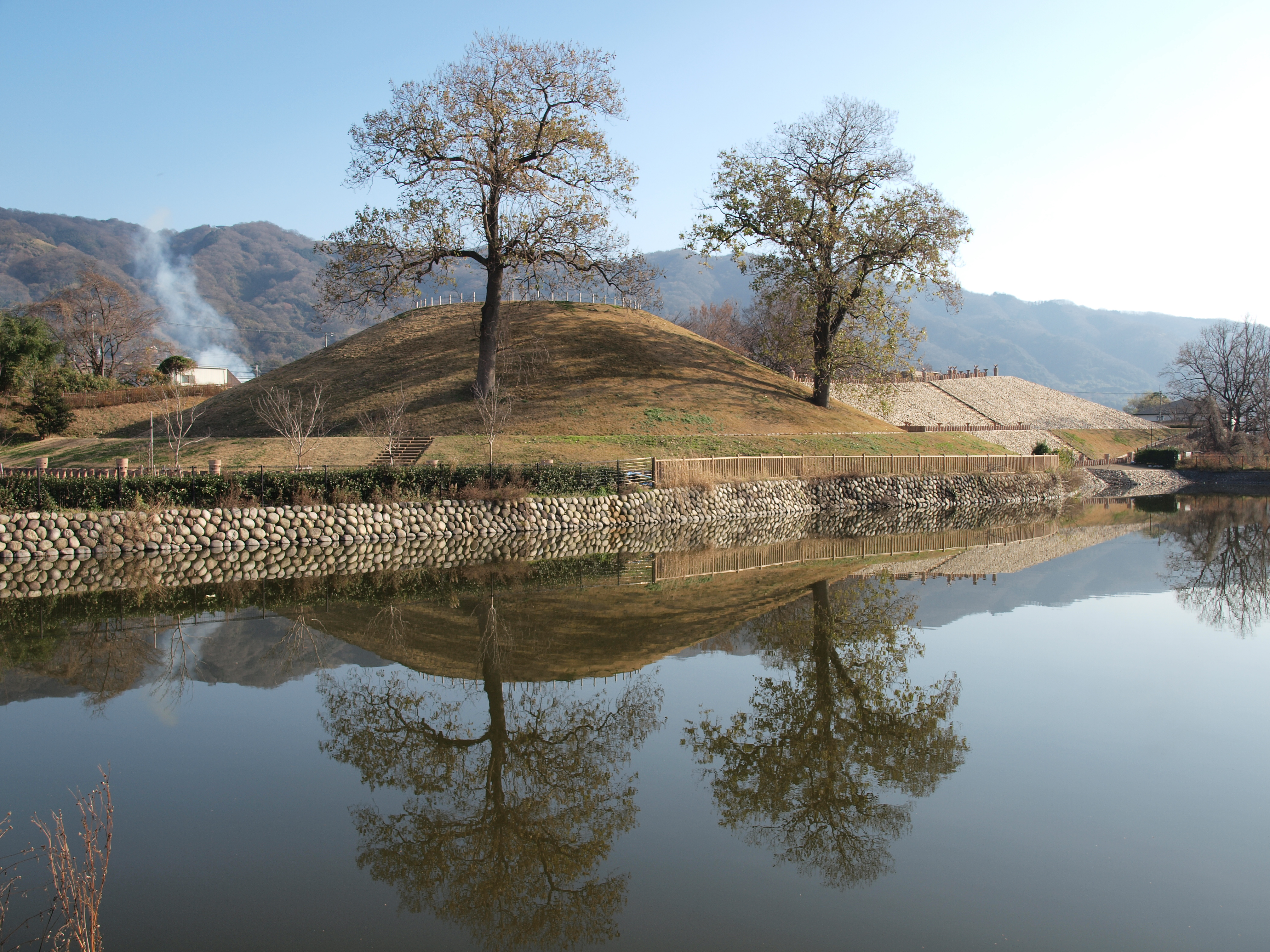
心合寺山古墳（大阪府八尾市）
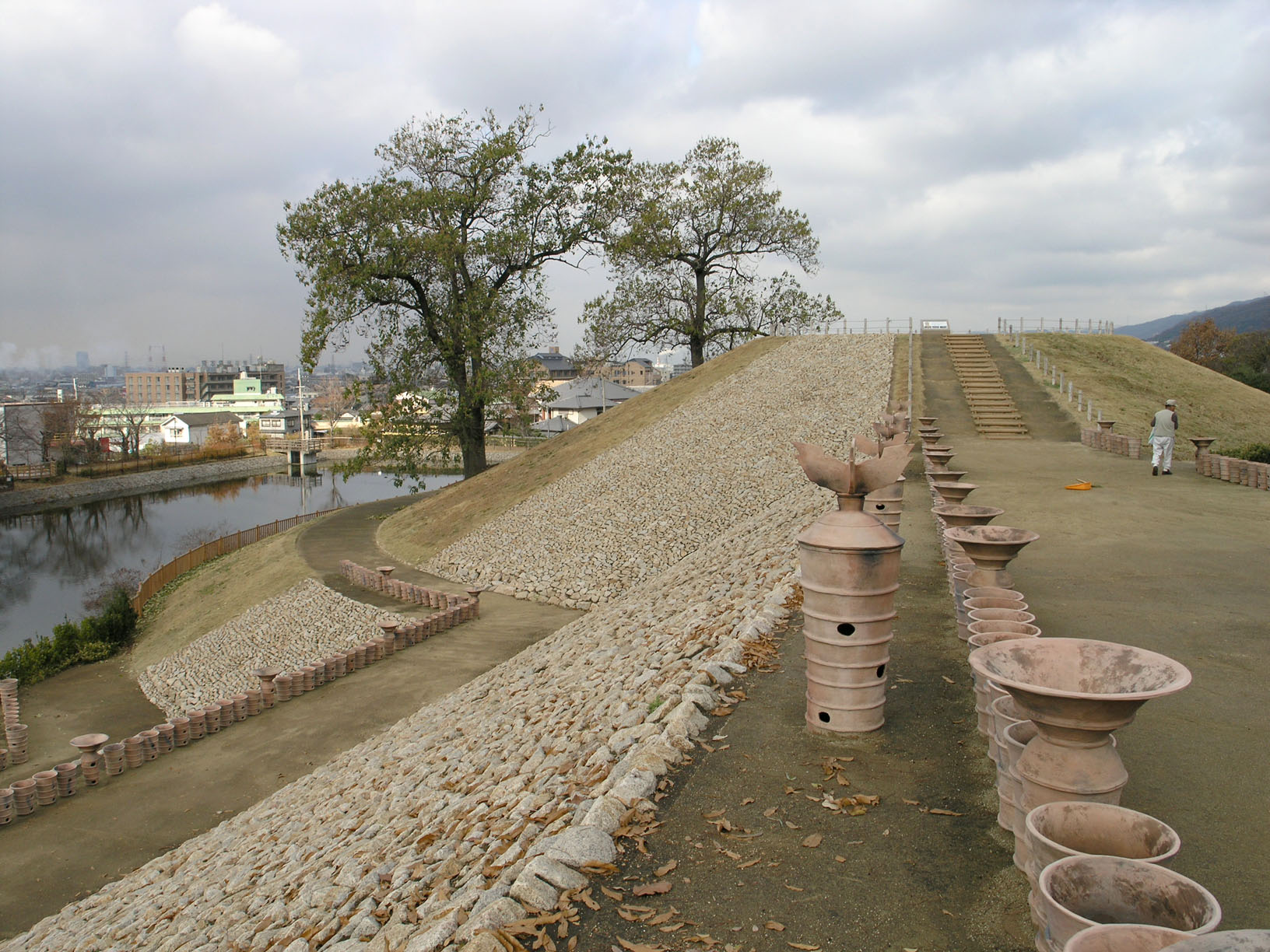
心合寺山古墳（八尾市）
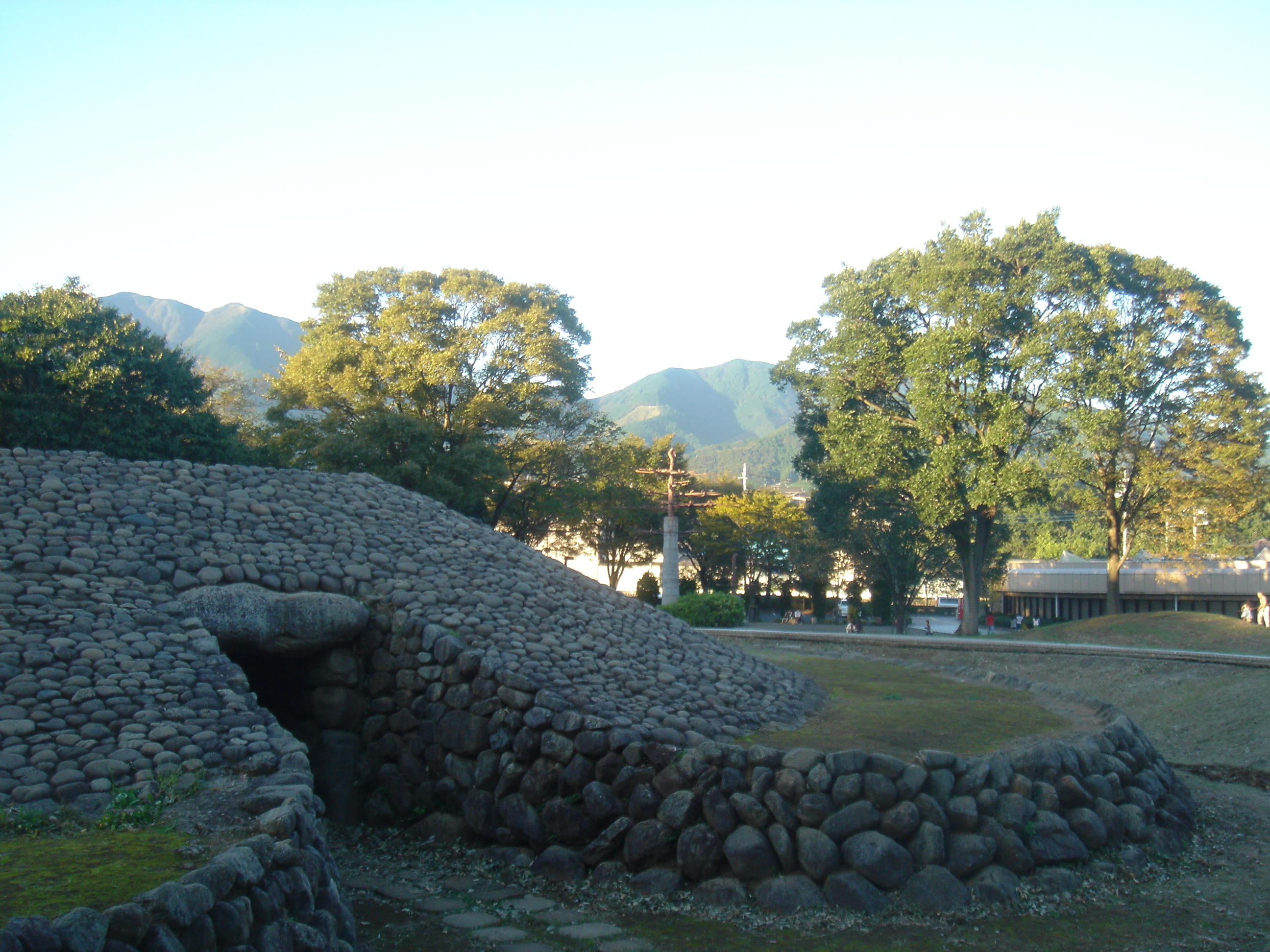
桜土手古墳（神奈川県秦野市）
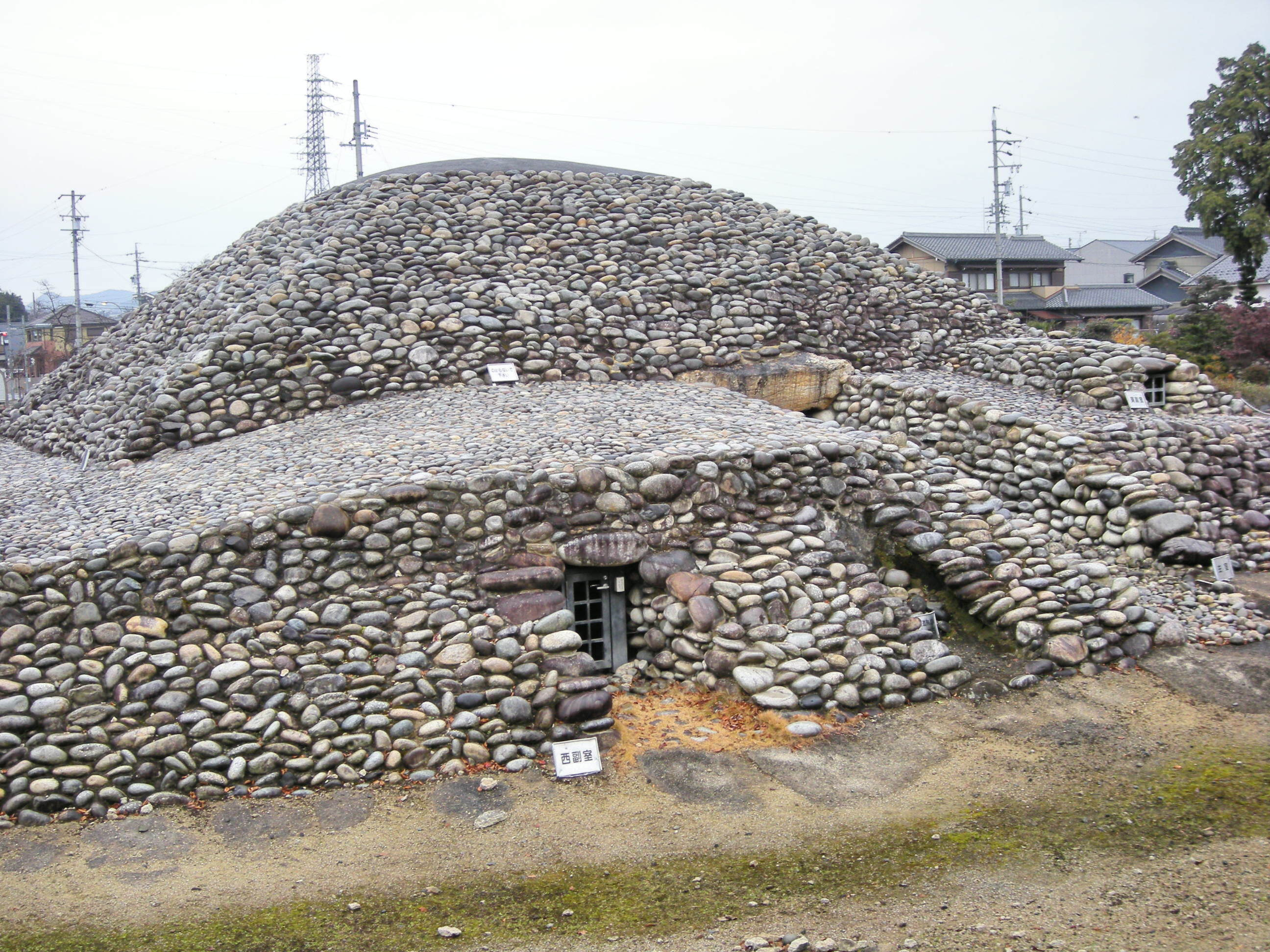
次郎兵衛塚一号墳（岐阜県可児市）
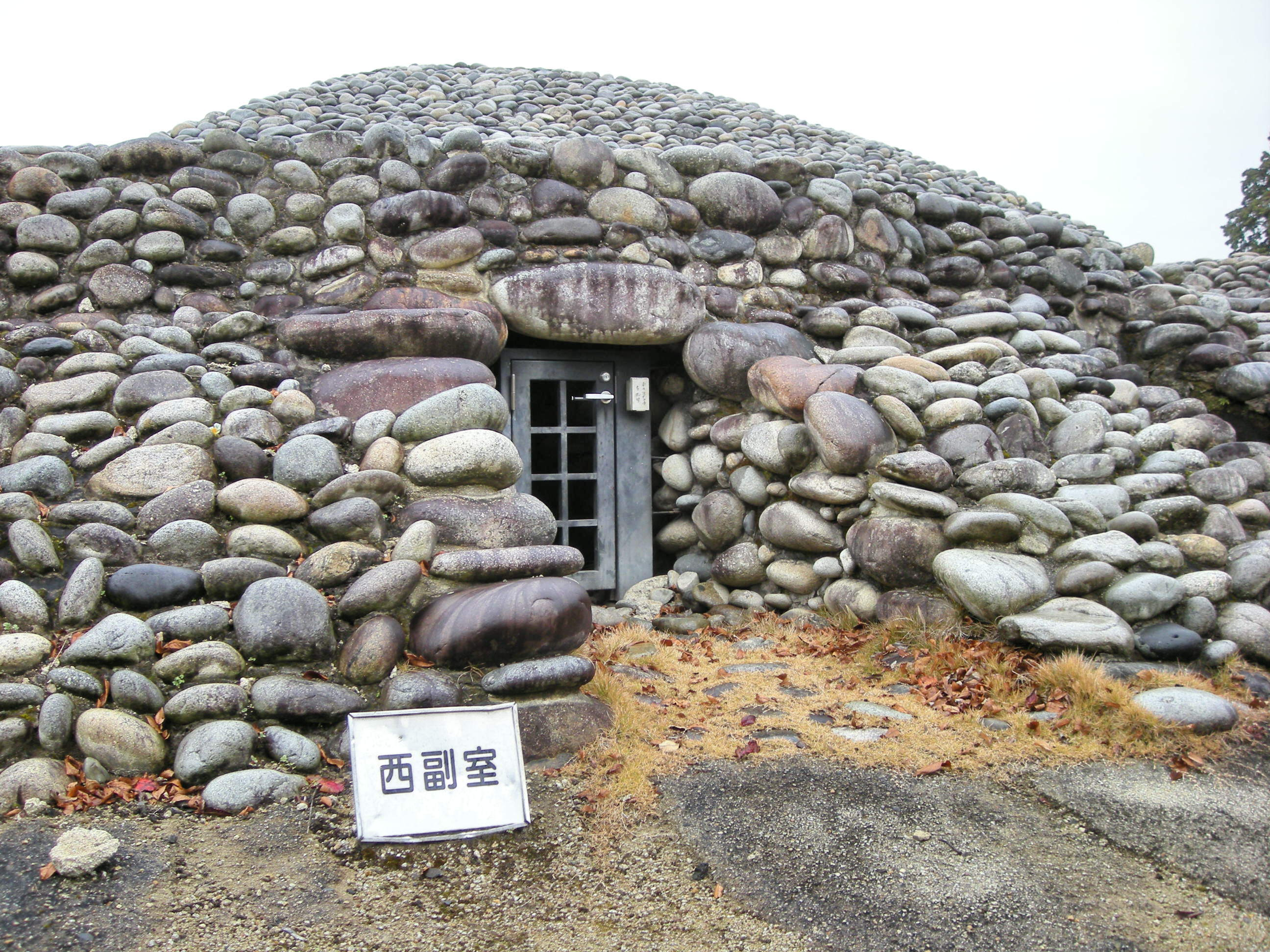
次郎兵衛塚一号墳（可児市）西副室
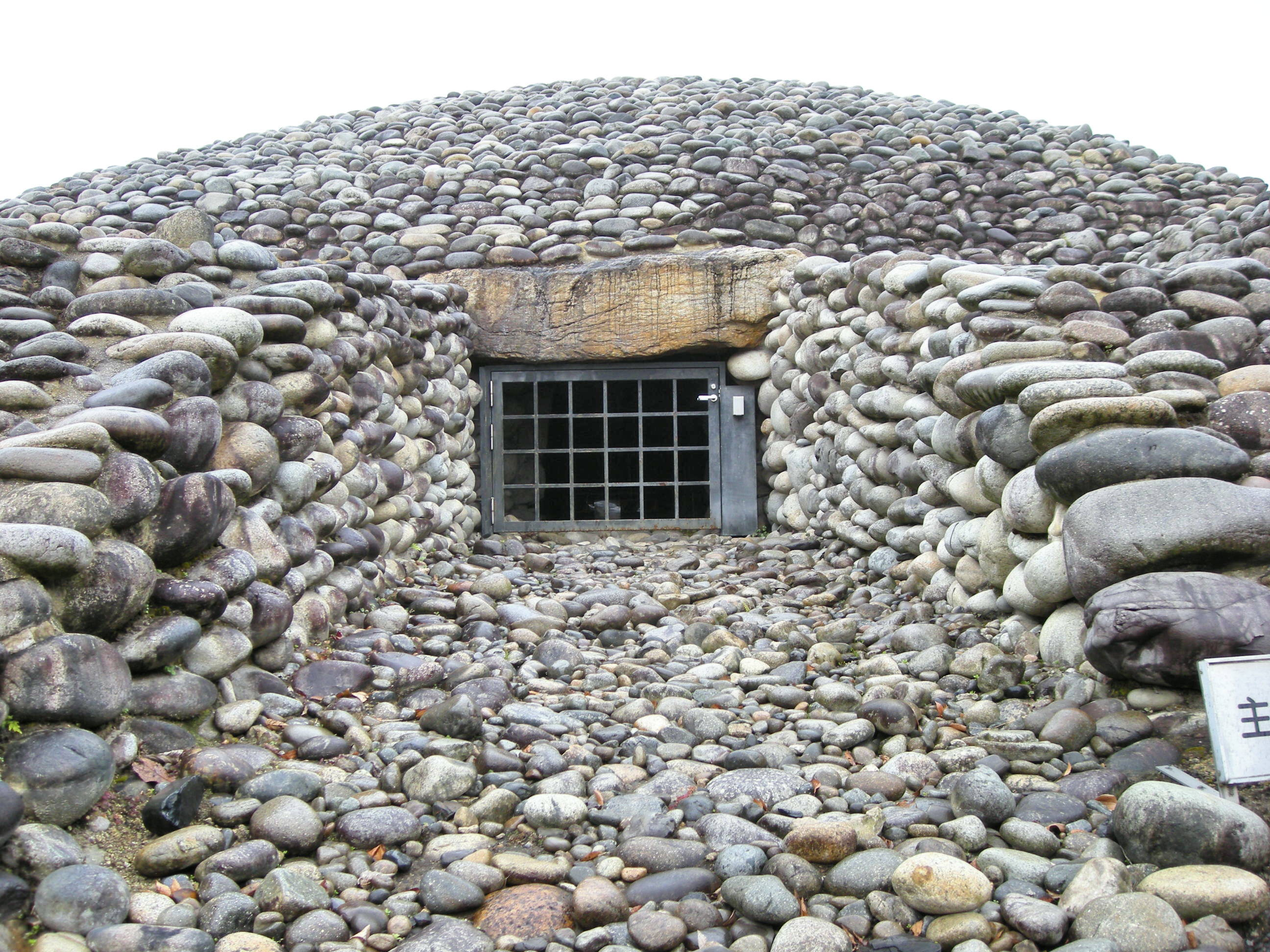
次郎兵衛塚一号墳（可児市）主室
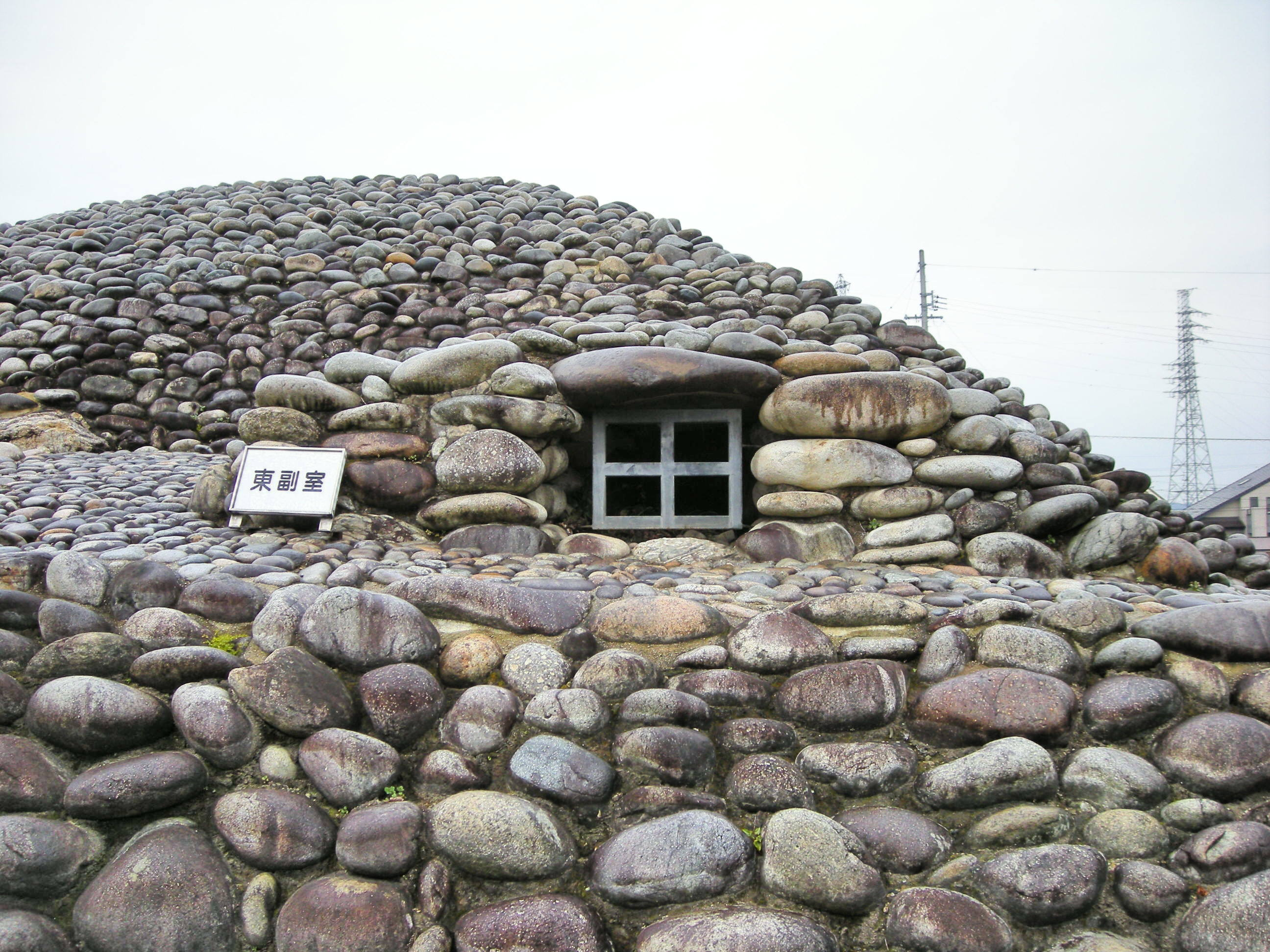
次郎兵衛塚一号墳（可児市）東副室
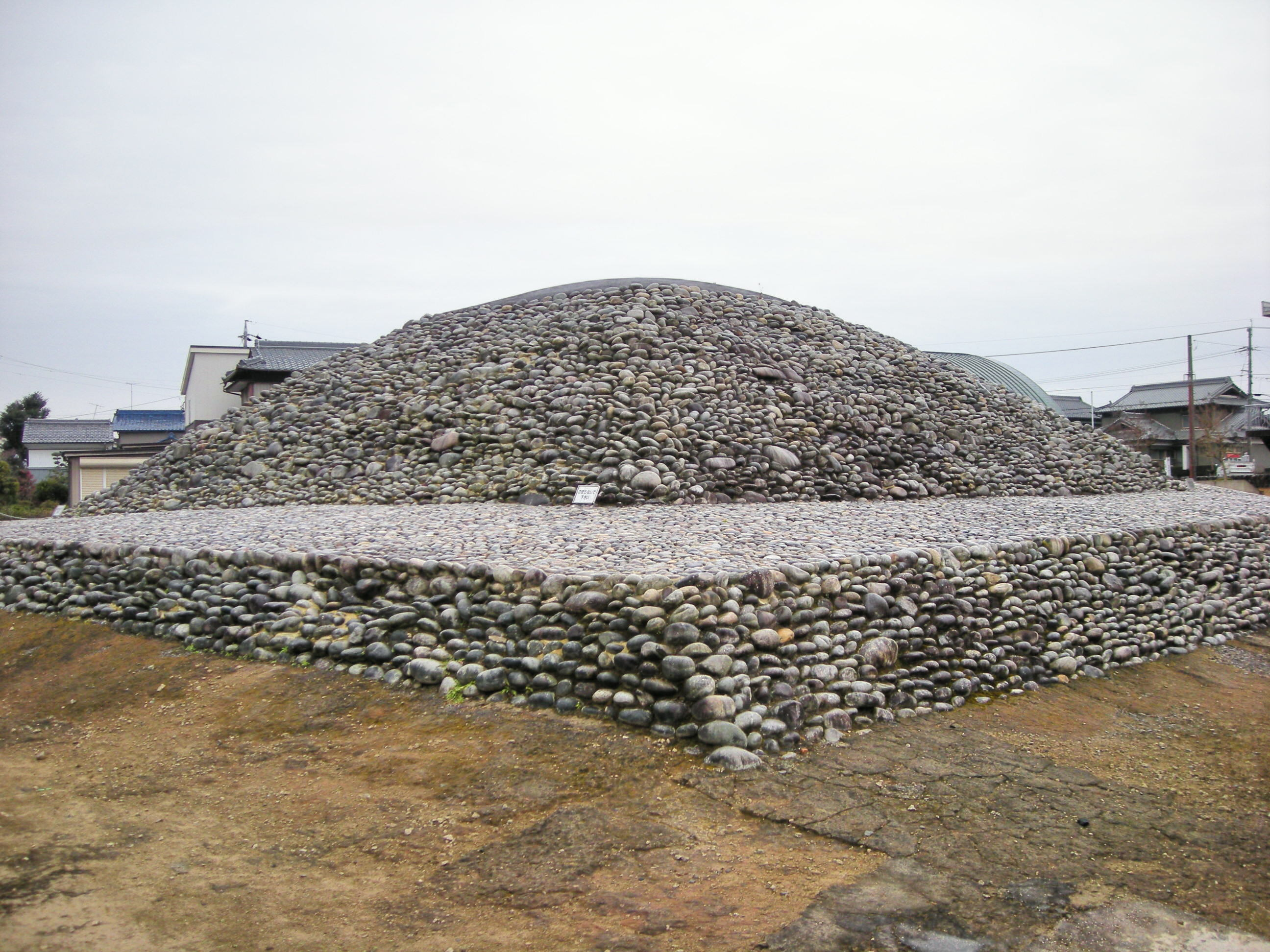
次郎兵衛塚一号墳（可児市）背面
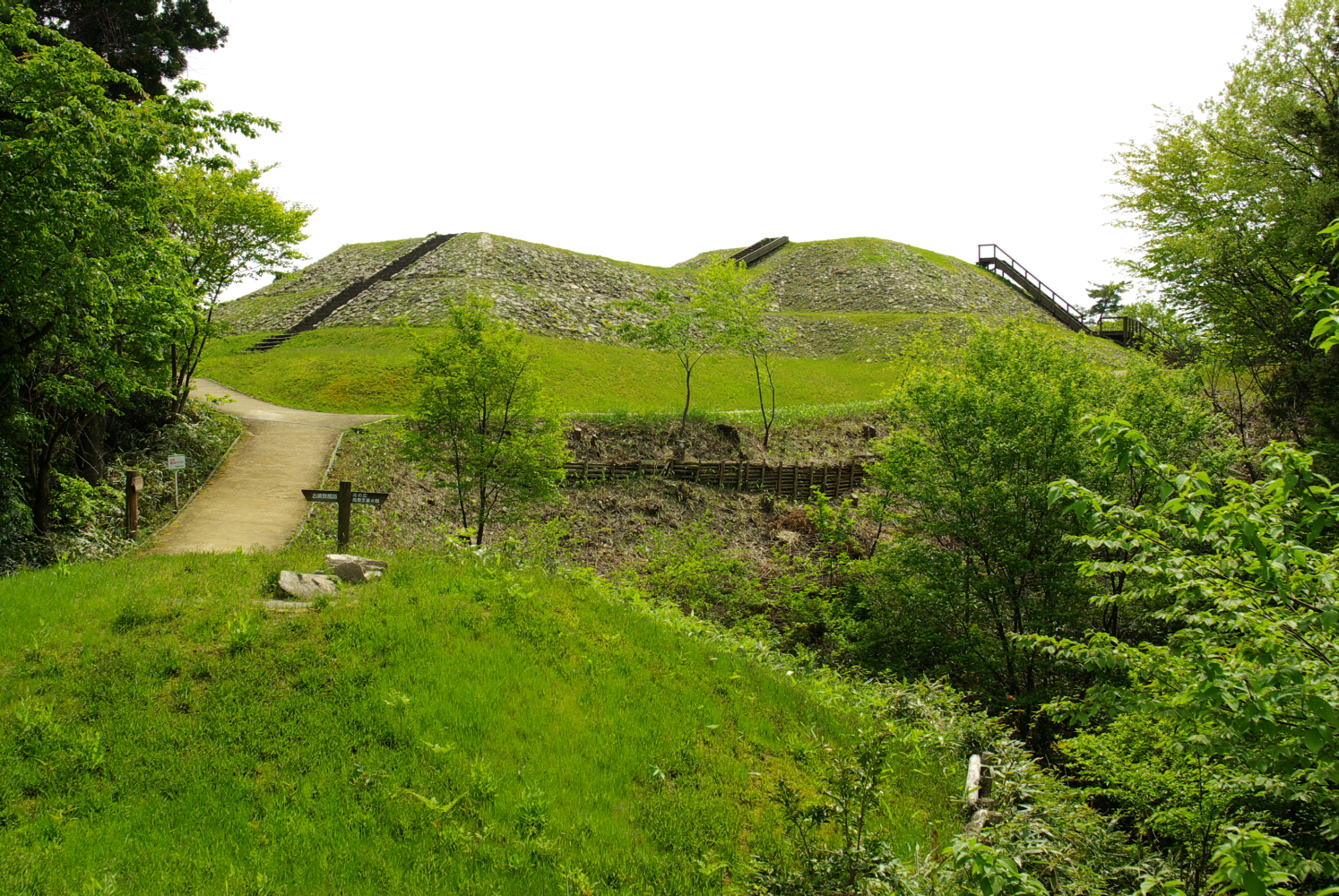
雨の宮1号墳（石川県中能登町）古墳時代前期の前方後方墳